# Oszaka nemzetközi repülőtér
Oszaka fő nemzetközi repülőtere a Kanszai nemzetközi repülőtér
Az Oszaka nemzetközi repülőtér, ismert még mint Itami repülőtér, (IATA: ITM, ICAO: RJOO) nemzetközi repülőtér Japánban, Honsú szigetén, Oszaka közelében.

## Futópályák
A repülőtér futópályái:
- 14R/32L (3000 m, 60 m, aszfalt)
- 14L/32R (1828 m, 45 m, aszfalt)

## Forgalom
Az utasforgalom az elmúlt években az alábbi módon változott:
| Utasok száma | 16 344 400 | 18 829 733 | 18 948 300 | 15 632 777 | 14 788 543 | 13 823 922 | 14 541 936 | 16 187 000 | 7 669 000 | 14 752 696 |
|              | 2000       | 2003       | 2005       | 2008       | 2010       | 2013       | 2015       | 2018       | 2020      | 2023       |